# Lokomotiva 770
Motorová lokomotiva řady 770 byla pod původním označením T 669.0 dodávána lokomotivkou ČKD Praha a podnikem Strojárske a metalurgické závody Dubnica nad Váhom (SMZ) pro potřeby Československých státních drah a průmyslových podniků v Československu. Prototyp byl vyroben v roce 1963, sériová výroba probíhala v letech 1967 až 1969. Dodatečně bylo v letech 1983 a 1985 vyrobeno 13 lokomotiv na široký rozchod opět v ČKD.

## Vývoj a výroba
Podle požadavků sovětských železnic na dodávku těžkých lokomotiv pro posun byly v ČKD Praha vyrobeny roku 1963 tři stroje. První dva byly označeny jako ČME3, třetí byl určen pro ČSD a nesl označení T 669.0001. Lokomotivy při zkouškách obstály, obě železnice tak objednaly sériovou výrobu. Vzhledem k nedostatku výrobních kapacit v ČKD (prioritu měly exportní zakázky) byla výroba lokomotiv pro tuzemsko předána na Slovensko, konkrétně do SMZ v Dubnici. Výroba zde byla zahájena roku 1967 a pokračovala do roku 1969, kdy byla nahrazena novější řadou T 669.1 (771) s rekonstruovaným uložením rámu na podvozcích pomocí vahadel, vyrovnávajících nápravové tlaky. Toto konstrukční řešení bylo poprvé ověřováno na lokomotivě T 669.0082, jenž byla v SMZ opravována po násilném poškození. Díky jeho přednostem byla proto ukončena výroba „starého“ provedení a dále již byly vyráběny jen upravené stroje. Lokomotiva T 669.0082 byla přeznačena na T 669.1001 a stala se tak zároveň prvním strojem nové řady. Osmnáct lokomotiv řady T 669.0 bylo zároveň dodáno do československého průmyslu.
Začátkem 80. let stále stoupal objem zboží přeložený ve východoslovenských překladištích a 12 strojů řady T 669.5 (dnešní 771.8), dodaných v letech 1970–71 z Dubnice, potřebám zdejšího provozu nestačilo. Díky ukončení výroby této řady v Dubnici byly proto další lokomotivy objednány opět v ČKD, které dodalo celkem 10 strojů v provedení bez provahadlování, byly proto označeny řadou T 669.51 a později 770.8. Jejich domovem se stala depa Čierna nad Tisou a Maťovce, kde pracují stále. Další tři lokomotivy na široký rozchod získal tamní průmysl; vyrobeny byly postupně v letech 1974, 1983 a 1985 taktéž v ČKD.
Obdobná motorová lokomotiva typu ČME3, později s elektrodynamickou brzdou jako ČME3T, byla dodávána do Sovětského svazu. Jiné modifikace byly dodávány do Iráku (řada DES3100), Sýrie (řada LDE1500), Albánie (řada T 669.1, ale technicky odpovídající československé řadě T 669.0), Polska (řada S200; dva kusy opravené po nehodě odebraly ČSD) a železáren v Indii (řada DEC120).

## Popis

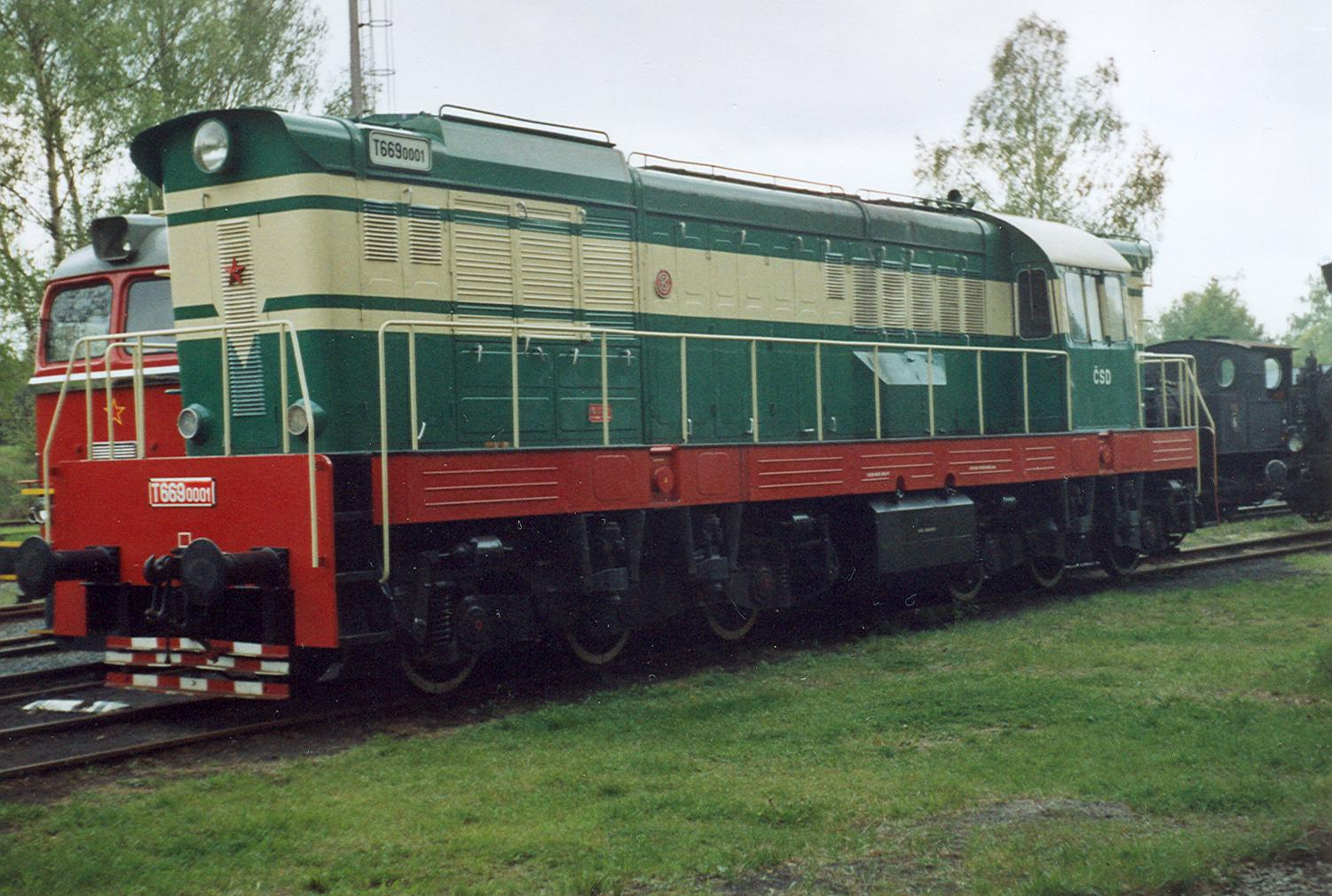
Lokomotiva T 669.0001 v Lužné

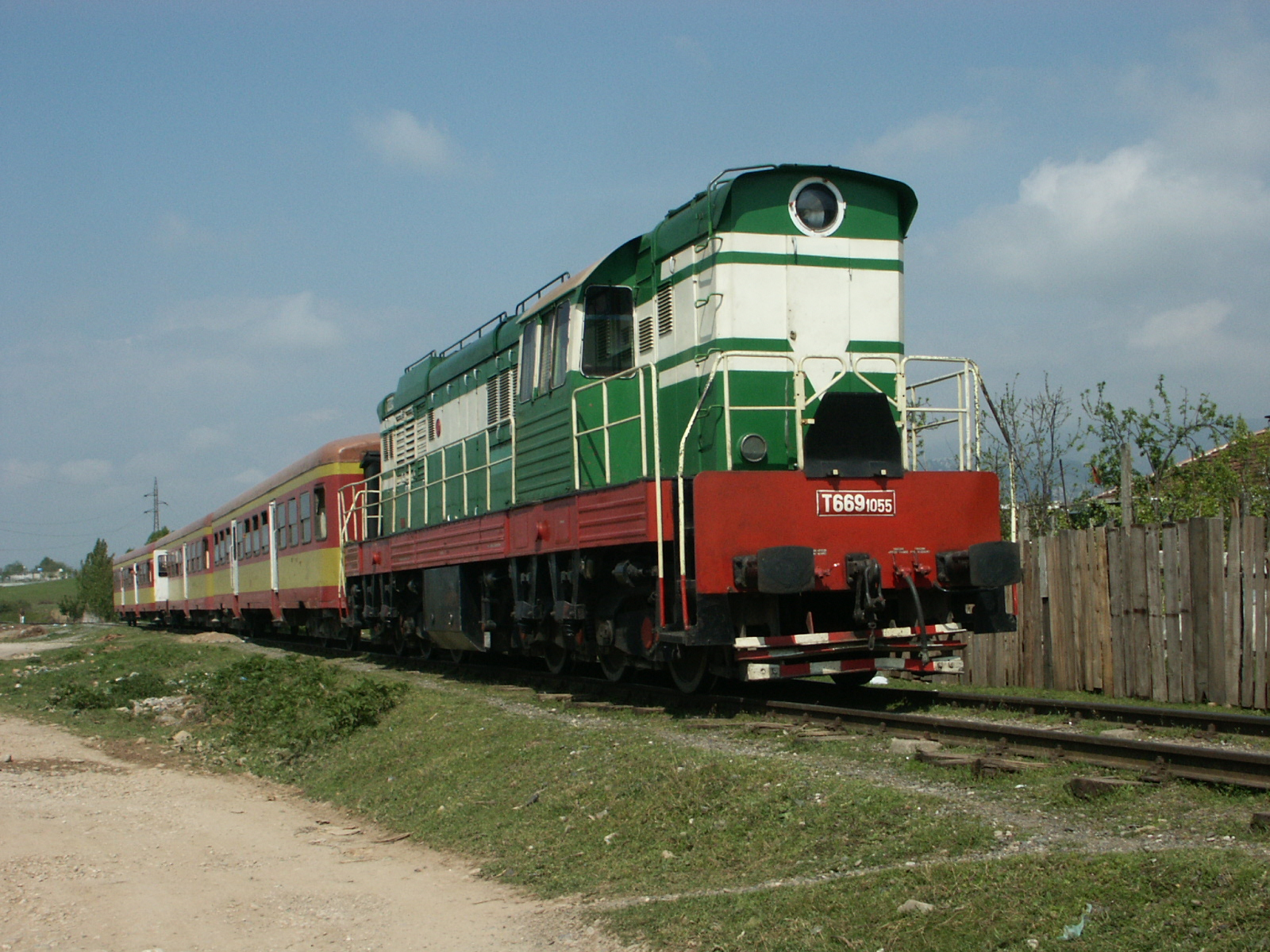
Albánský čmelák ve stanici Drač

Lokomotiva je kapotová se středovým stanovištěm strojvedoucího. Na obě strany od stanoviště vybíhají zúžené nestejně dlouhé kapoty. Pod delší z nich je uložen spalovací motor, trakční generátor, chladiče, ventilátory a pomocné stroje (tedy – soustrojí nabíjecího dynama a budiče, dva ventilátory chlazení trakčních elektromotorů, dva ventilátory chlazení naftového motoru, kompresor a převodovka HVK). Pomocné stroje jsou poháněny od spalovacího motoru – klínovými řemeny. Převodovka pomocných pohonů (HVK – cca 65 kW) obsahuje dvě hydrodynamické spojky. Jedna spíná pohon kompresoru (vzduch, 8 barů), druhá spíná ventilátor hlavního chladicího okruhu naftového motoru. Druhý, menší, ventilátor vedlejšího chladicího okruhu je poháněn elektromotorem. Pod kratší kapotou se nachází alkalická akumulátorová baterie NIFE (články nikl-železo, elektrolyt louh sodný, 1,2 V /článek, napětí sítě 110 V DC,150 Ah – odolná, nenáročná akumulátorová baterie).
Spalovací motor K 6 S 310 DR (nízkotlaké přeplňování – jediné turbodmychadlo poháněné výfukovými plyny, vrtání 310 mm, zdvih 360 mm, jmen. ot. 750 ot./min., volnoběh 350 ot./min., zdvihový objem 163,2 litrů, spotřeba nafty 221 g/kWh, cca 350 litrů na hodinu plného výkonu, při běžném provozním režimu v nepřetržité službě na těžkém posunu cca 20-30 l /h. Obsah chladicí kapaliny cca 1100 l, náplň motorového oleje cca 650 kg, palivová nádrž 6 000 litrů. Zásobníky písku (cca 800 kg) jsou pod kapotou na obou čelech lokomotivy. Vstupní dveře do kabiny jsou na obou čelech z ochozu vedle kapot. V každém podvozku jsou tři tlapové trakční elektromotory (TM). Jde o stejnosměrné sériové elektromotory, zavěšené na nápravě dvěma kluznými tlapovými ložisky a dalším odpruženým závěsem v rámu podvozku. Krouticí moment je přenášen na nápravu pevným ozubeným převodem – pastorek na hřídeli TM zapadá do ozubeného kola na nápravě. Převod (prototyp 1:5.06 – sériové stroje 1:4.05) je mazán broděním v náplni olejové vany. Dvojice TM tvoří skupinu trvale spojenou do serie. Tři skupiny se připojují k hlavnímu generátoru paralelně. Každá skupina má vlastní stykač pneumaticky spínaný. Regulace výkonu spalovacího motoru je prováděna sdruženým regulátorem, který na každém výkonovém stupni udržuje konstantní otáčky v závislosti na zatížení přidáváním paliva nebo odbuzováním trakčního generátoru. Trakční dynamo má cizí buzení, napájené z budiče. Budič kombinuje cizí buzení z baterie, vlastní derivační buzení a dekompaudní buzení (trakční proud) a zároveň pracuje jako zesilovač. TM využívá dva stupně šuntování (zeslabení magnetického pole připojením odporu paralelně k budícímu vinutí statoru) v závislosti na hodnotách proudu a napětí pomocí šuntovacího relé. Stator dynama má mimo jiné i vinutí pro start spalovacího motoru napájené z baterie.

## Provoz

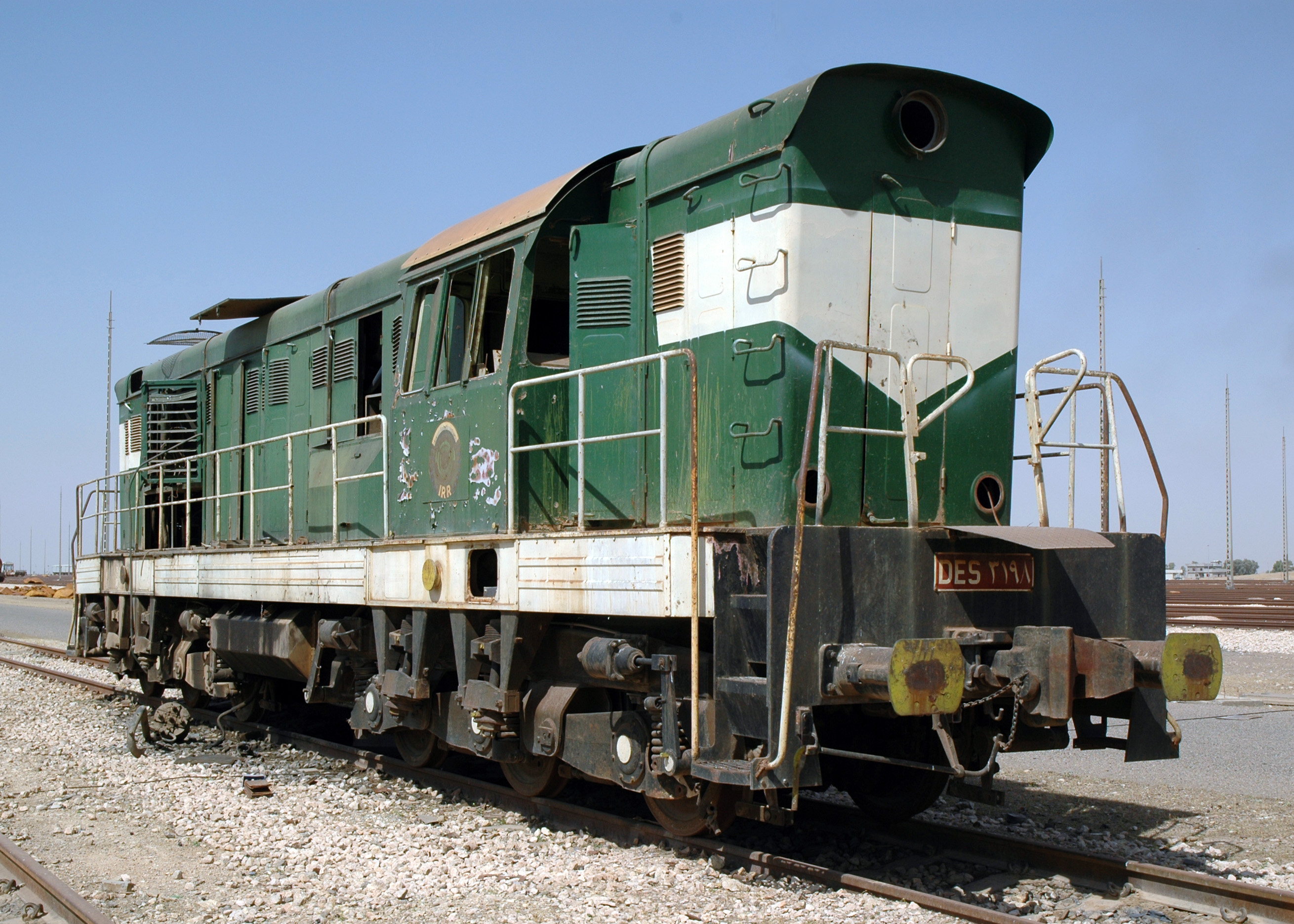
Lokomotiva dovezená do Iráku, kde byly značeny jako DES3100

Lokomotivy řad 770 i 771 (T 669.0 a T 669.1) vynikaly dobrými adhezními vlastnostmi a vysokou tažnou silou. Sloužily při těžkém posunu ve stanicích a na seřaďovacích nádražích i na traťových výkonech v nákladní dopravě, méně často i v osobní dopravě. V provozu byly vždy spolehlivé, na obsluhu i údržbu nenáročné a personálem oblíbené. Přezdívalo se jim „Čmelák“ podle označení v provedení pro sovětské železnice (ČME 3 – čechoslováckij manevróvij těplovóz s elektríčeskoj peredáčej – doslova přeloženo: československá posunovací motorová lokomotiva s elektrickým přenosem). Odstavování z provozu nastalo především s poklesem výkonů v nákladní dopravě, kdy nebylo využití pro tak velký počet těžkých a výkonných lokomotiv konstruovaných pro nejtěžší posun nebo přetahy velkých zátěží na kratší vzdálenosti (velká tažná síla, malá rychlost). Starší lokomotivy řady 770 byly rušeny jako první a většina z nich skončila v provozu do roku 2010. Poslední stroje u státních drah dosluhují na západním Slovensku v nákladní dopravě pod hlavičkou ZSSK Cargo, jelikož jsou na těžkém posunu a manipulačních vlacích jen obtížně nahraditelné. Některé lokomotivy se vyhnuly zrušení díky prodeji soukromým dopravcům, kde slouží i nadále. Tyto firmy taktéž odkoupily stroje ze zrušených průmyslových podniků. Část lokomotiv v jejich vlastnictví byla modernizována dosazením moderního spalovacího motoru, např. od firmy CAT. Ve stavu ČD nacházejí již pouze dvě lokomotivy 770.001 (prototyp T 669.0001) a 770.085 (odstaven a rozebrán, nachází se v hale v České Třebové), určené pro muzeální účely;[zdroj?] u ČD Cargo už nebyla v roce 2023 řada 770 provozována vůbec.